# Augustus Gough-Calthorpe (6e baron Calthorpe)
Augustus Gough-Calthorpe, 6e baron Calthorpe  (8 novembre 1829 - 22 juillet 1910), est un agriculteur et philanthrope britannique .

## Famille
Il est né à Elvetham Hall, Hampshire le troisième fils dans la famille de quatre fils et six filles de Frederick Gough (4e baron Calthorpe) (1790–1868), et de son épouse Charlotte Sophia Somerset, fille aînée de Henry Somerset (6e duc de Beaufort). La famille descend d'Henry Gough (mort en 1774), premier baronnet, d'Edgbaston, dont l'héritier Henry, né de sa seconde épouse, Barbara, héritière de Reynolds Calthorpe d'Eivetham, hérite en 1788 des domaines d'Elvetham, et prend le nom de Calthorpe, est créé baron Calthorpe le 15 juin 1796.
Augustus fait ses études à Harrow de 1845 à 1847 et s'inscrit au Merton College, Oxford, le 23 février 1848, obtient son diplôme de BA en 1851 et procède à la maîtrise en 1855.

## Carrière
Gough-Calthorpe se consacre au sport, à l'agriculture et aux devoirs de magistrat du comté. Il vit sur la propriété familiale à Perry Hall, Perry Barr, puis dans le Staffordshire, servant en tant que haut shérif du Staffordshire en 1881.
En 1870, il fait construire une maison de style Renaissance française, Woodlands Vale, près de Ryde sur l'île de Wight, conçue par Samuel Sanders Teulon. La route voisine de Calthorpe porte le nom de la famille.
À la mort le 26 juin 1893 de son frère aîné, Frédéric, qui n'est pas marié (son second frère, George, est mort célibataire en 1843) il accède à la pairie comme sixième baron.
Il fait preuve de générosité en consacrant à des buts publics une grande partie de ses biens sur Birmingham. Il cède à la société en 1894 la pleine propriété de Calthorpe Park près de (maintenant) cette ville, que son père a créée en 1857, et s'intéresse beaucoup au développement de la nouvelle université de Birmingham. En 1900, lui et son fils unique, Walter (1873–1906), offrent 27½ acres de terrain, d'une valeur de 20000 £, pour le site des bâtiments universitaires, et en 1907, il donne un autre site, immédiatement adjacent, de près de 20 acres, d'une valeur estimée de 15 000 £, pour un terrain de loisirs privé pour les étudiants .
Sur les domaines familiaux d'Elvetham, il commence en 1900 ce qui devient un troupeau réputé de bovins shorthorn, et ses moutons Southdown et ses porcs Berkshire sont également célèbres.
Aux élections générales de 1880, il se présente avec le major Frederick Gustavus Burnaby en tant que candidat conservateur pour l'arrondissement indivis de Birmingham, près duquel une partie des propriétés familiales se trouvent, mais est battu, Philip Henry Muntz, John Bright et Joseph Chamberlain étant élus.

## Mort
Il est mort après une courte maladie à sa résidence de Londres à Grosvenor Square le 22 juillet 1910, et est enterré à Elvetham, après la crémation à Golder's Green.
Il est remplacé par son frère, le lieutenant-général Somerset Gough-Calthorpe (7e baron Calthorpe) (né le 23 janvier 1831). Il épouse le 22 juillet 1869 Maud Augusta Louisa Duncombe, fille cadette d'Octavius Duncombe, septième fils de Charles Duncombe (1er baron Feversham), avec qui il a un fils, Walter (qui est mort avant lui), et quatre filles.